# Colección de arte

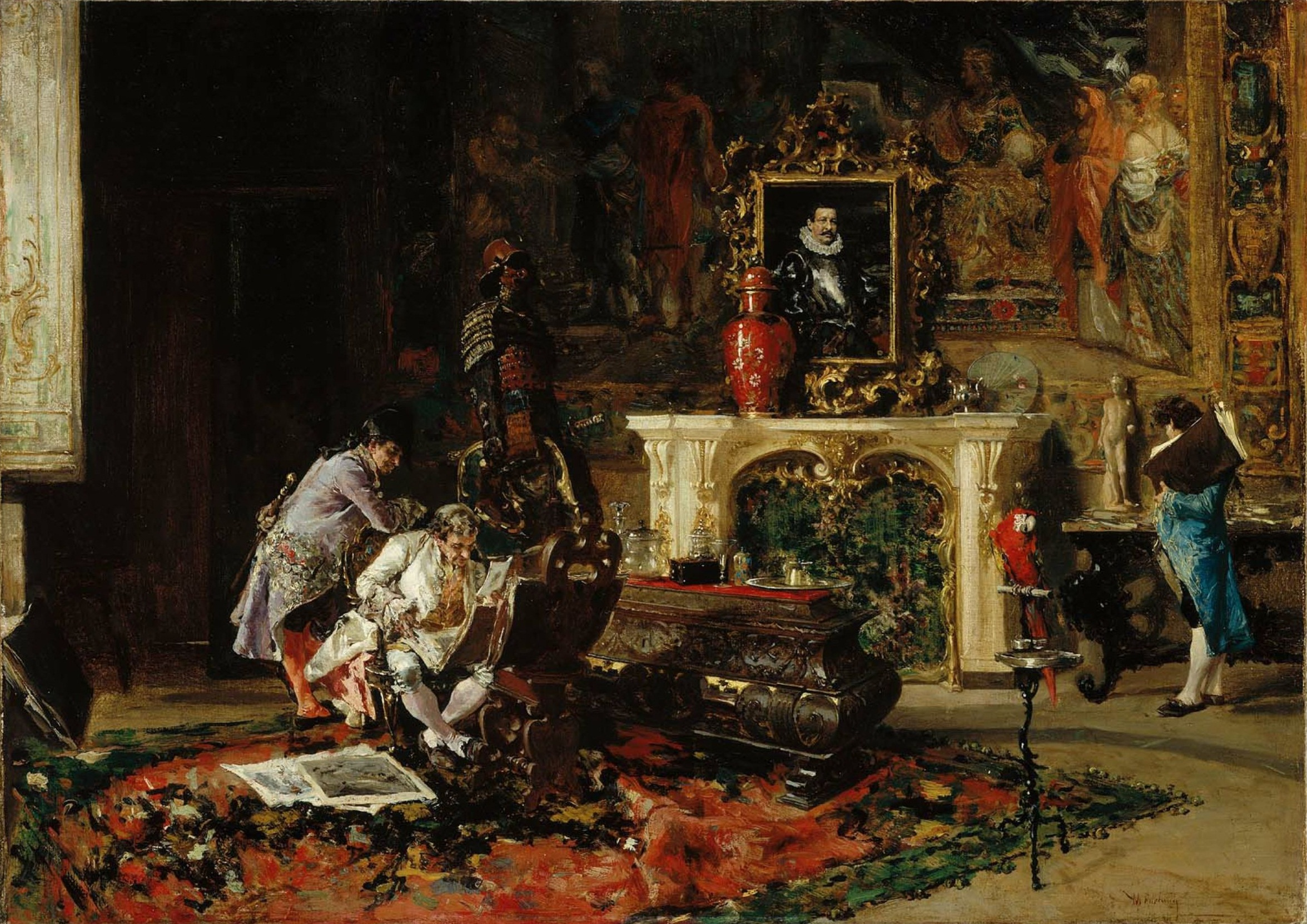
Mariano Fortuny. El coleccionista de grabados (el anticuario), 1863, lienzo que pasó por cuatro colecciones de arte particulares antes de ser adquirido por el Museo de Bellas Artes de Boston.

Una colección de arte es un conjunto de piezas artísticas recopiladas por una persona o una institución.
Tales colecciones se han hecho desde las primeras civilizaciones; quienes reunían objetos preciados en templos, tumbas, santuarios y palacios. El gusto del coleccionismo, por sí mismo, se desarrolló en Grecia entre los siglos IV y I a. C.
Las enormes colecciones de arte en el mundo se originaron a partir de colecciones privadas de personas de la realeza, la aristocracia y la gente adinerada. A finales del siglo XVIII, algunos coleccionistas comenzaron a donar sus pertenencias a organizaciones públicas para que se garantizase su conservación.
Acaudalados empresarios industriales de los Estados Unidos, como William Randolph Hearst, solucionaron la crisis cultural de un país rico pero sin apenas historia, adquiriendo en los siglos XIX y XX una cantidad sin precedentes de obras de arte que acabaron integrándose en los museos de la nación.